# 피레네산맥의 성
《피레네산맥의 성》(Le Château des Pyrénées)은 벨기에의 초현실주의 화가 르네 마그리트가 1959년에 완성한 캔버스 유화이다. 이 그림은 바다 위에 떠 있는 큰 바위와 돌로 된 성이 있는 탑을 묘사하고 있다. 이 그림은 마그리트의 친구인 변호사이자 작가인 해리 토치너(Harry Torczyner)가 의뢰했으며, 주제 또한 의뢰인이 선정했다. 이 그림은 현재 마그리트와 토치너가 주고받은 서신과 함께 예루살렘의 이스라엘 박물관에 전시되어 있다.
이 그림에서는 마그리트의 1950년대 작품에서 자주 다뤄지는 돌을 묘사한 작품 중 하나이다. 이 작품은 불가능한 꿈을 뜻하는 프랑스어 표현인 "스페인의 성(châteaux en Espagne)"의 영향을 받았다. 제목의 피레네산맥은 프랑스와 스페인의 국경을 따라 이어진 산맥을 의미한다. 이 작품은 가장 널리 복제된 마그리트의 그림들 중 하나이며, 존 발데사리(John Baldessari), 에드워드 루샤(Edward Ruscha)와 마르틴 키펜베르거(Martin Kippenberger)와 같은 후대 예술가들에게 영감을 주었다.